# ورنر مارش
 ورنر مارش (آلمانی: Werner March؛ ۱۷ ژانویهٔ ۱۸۹۴ – ۱۱ ژانویهٔ ۱۹۷۶) یک معمار اهل آلمان بود.
از افتخارات وی میتوان به کسب مدال طلا طراحی شهری در بخش مسابقات هنری بازی‌های المپیک تابستانی ۱۹۳۶ اشاره کرد.